# Mimosa amphigena
Mimosa amphigena är en ärtväxtart som beskrevs av Arturo Erhardo Erardo Burkart. Mimosa amphigena ingår i släktet mimosor, och familjen ärtväxter.

## Underarter
Arten delas in i följande underarter:
- M. a. amphigena
- M. a. eglandulosa
- M. a. glabrescens
- M. a. inermis
- M. a. trachycarpoides